# 迪尔讷
迪尔讷（法語：Durnes，法語發音：[dyʁn]）是法国杜省的一个市镇，位于该省中部，属于贝桑松区。

## 地理
迪尔讷（47°6'29"N, 6°13'53"E）面积8.51 平方千米，位于法国勃艮第-弗朗什-孔泰大區杜省，该省份为法国东部内陆省份，北起上索恩省，西接汝拉省，东部及东南部与瑞士接壤，东北部与贝尔福地区省接壤。
与迪尔讷接壤的市镇（或旧市镇、城区）包括：瓦尔、蒙热苏瓦、索勒、维亚方。

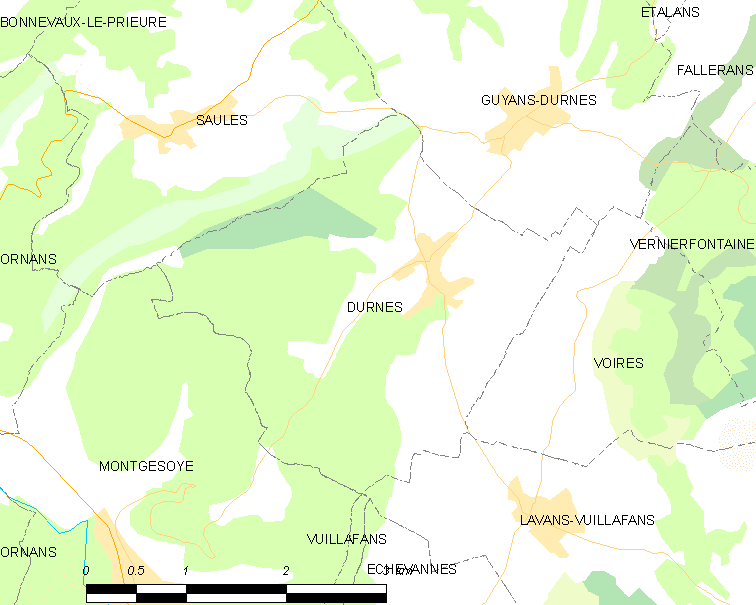
迪尔讷的OSM定位图

迪尔讷的时区为UTC+01:00、UTC+02:00（夏令时）。

## 行政
迪尔讷的邮政编码为25580，INSEE市镇编码为25208。

## 政治
迪尔讷所属的省级选区为奥尔南县。

## 人口

1962-2008年间迪尔讷人口变化图示

迪尔讷于2022年1月1日时的人口数量为198人。